# Johann Friedrich Bach
Johann Friedrich Bach (1682 - ?) fue un organista alemán.
Hijo de Johann Christoph Bach (1642-1703), nació en Eisenach. En 1708 sucedió a Johann Sebastian Bach como organista en la Iglesia de San Blas de Mühlhausen, ciudad en la que murió.